# Lukas Schenker
Lukas Schenker OSB (* 13. Juli 1937 als Hans Schenker in Däniken; heimatberechtigt ebenda) ist ein Schweizer Benediktiner und Historiker. Er war von 1995 bis 2008 Abt des Klosters Beinwil-Mariastein in Metzerlen-Mariastein.

## Leben
Schenker wurde 1937 in Däniken geboren. Nach dem Besuch der Primarschule in seinem Heimatort und der Bezirksschule in Schönenwerd absolvierte er das Gymnasium am Kollegium Altdorf. Nach der Matura trat Schenker 1958 ins Kloster Mariastein ein, wo er den Ordensnamen Lukas annahm. 1963 wurde er zum Priester geweiht. Zwischen 1959 und 1964 studierte er Theologie in Mariastein und war anschliessend zwei Jahre lang Lehrer am Kollegium Altdorf. Zwischen 1966 und 1971 studierte Schenker Geschichte, Latein und Pädagogik in Freiburg im Üechtland. Er begann 1971 mit dem Doktorat und erlangte das Gymnasiallehrerdiplom. Schenker promovierte 1973 mit der Dissertation mit dem Titel «Das Benediktinerkloster Beinwil im 12. und 13. Jahrhundert». Von 1971 bis 1976 unterrichtete er erneut am Kollegium Altdorf. 1976 kehrte Lukas Schenker ans Kloster Mariastein zurück und wirkte fortan als Bibliothekar und Archivar. 1979 veröffentlichte er einen Führer zum Kloster Mariastein und zur Wallfahrt. Seit 1991 ist Schenker als Autor für das Historische Lexikon der Schweiz tätig. In den 1990er-Jahren veröffentlichte er insgesamt drei Schriften zur Geschichte des Christentums und der Benediktiner in der Schweiz sowie des Klosters Mariastein. 1995 wurde er zum 40. Abt von Beinwil und zum 18. Abt von Mariastein gewählt. 2008 trat Schenker von seinem Amt zurück, sein Nachfolger wurde Peter von Sury. Schenker wirkt seither wieder als Bibliothekar, Archivar und Seelsorger in Mariastein.

## Werke
- Das Benediktinerkloser Beinwil im 12. und 13. Jahrhundert, Beiträge zur Gründung und frühen Geschichte, Dissertation, Sonderdruck, «Jahrbuch für solothurnische Geschichte», Band 46, Historischer Verein des Kantons Solothurn/Zentralbibliothek Solothurn, 1973.
- Mariastein. Führer durch Wallfahrt und Mariastein. Eberle, Einsiedeln 1979.
- Ökumenische Kirchengeschichte in der Schweiz. Paulusverlag, Freiburg i. Ü. 1994.
- Exil und Rückkehr des Mariasteiner Konventes 1874–1981. Verlag des Klosters Mariastein, Mariastein 1999.
- Benediktinisches Leben in der Schweiz von den Anfängen bis zur Gegenwart In: Benediktinische Gemeinschaften in der Schweiz. 400 Jahre Schweizerische Benediktiner-Kongregation 1602–2002. Cavelti, Gossau 2002.